# Ryan Bourque
Ryan Bourque (né le 3 janvier 1991 à Topsfield, dans l'État du Massachusetts aux États-Unis) est un joueur professionnel binational américain et canadien de hockey sur glace.
Il est le fils du défenseur Raymond Bourque, membre du Temple de la renommée du hockey. Son frère Christopher est également un joueur de hockey professionnel.

## Carrière de joueur
Joueur des ligues mineures nord-américaine depuis la saison 2011-2012. Il évolue avec les Bears de Hershey dans la Ligue américaine de hockey.

## Statistiques

### En club
| Saison    | Équipe                     | Ligue |    | Saison régulière | Saison régulière | Saison régulière | Saison régulière | Saison régulière |   | Séries éliminatoires | Séries éliminatoires | Séries éliminatoires | Séries éliminatoires | Séries éliminatoires |
| Saison    | Équipe                     | Ligue | PJ | B                | A                | Pts              | Pun              | PJ               | B | A                    | Pts                  | Pun                  |                      |                      |
| 2007-2008 | États-Unis                 | NAHL  | 34 | 11               | 9                | 20               | 14               | -                | - | -                    | -                    | -                    |                      |                      |
| 2008-2009 | États-Unis                 | NAHL  | 57 | 21               | 33               | 54               | 58               | -                | - | -                    | -                    | -                    |                      |                      |
| 2008-2009 | États-Unis                 | NAHL  | 14 | 7                | 9                | 16               | 10               | -                | - | -                    | -                    | -                    |                      |                      |
| 2009-2010 | Remparts de Québec         | LHJMQ | 44 | 19               | 24               | 43               | 20               | 12               | 9 | 3                    | 7                    | 10                   |                      |                      |
| 2010-2011 | Remparts de Québec         | LHJMQ | 49 | 26               | 33               | 59               | 22               | 18               | 5 | 11                   | 16                   | 8                    |                      |                      |
| 2011-2012 | Whale du Connecticut       | LAH   | 69 | 6                | 8                | 14               | 10               | 9                | 2 | 1                    | 3                    | 4                    |                      |                      |
| 2012-2013 | Whale du Connecticut       | LAH   | 53 | 8                | 7                | 15               | 11               | -                | - | -                    | -                    | -                    |                      |                      |
| 2013-2014 | Wolf Pack de Hartford      | LAH   | 74 | 21               | 16               | 37               | 22               | -                | - | -                    | -                    | -                    |                      |                      |
| 2014-2015 | Wolf Pack de Hartford      | LAH   | 73 | 12               | 20               | 32               | 27               | 5                | 0 | 1                    | 1                    | 2                    |                      |                      |
| 2014-2015 | Rangers de New York        | LNH   | 1  | 0                | 0                | 0                | 0                | -                | - | -                    | -                    | -                    |                      |                      |
| 2015-2016 | Wolf Pack de Hartford      | LAH   | 56 | 10               | 14               | 24               | 15               | -                | - | -                    | -                    | -                    |                      |                      |
| 2015-2016 | Bears de Hershey           | LAH   | 19 | 1                | 4                | 5                | 8                | 21               | 2 | 3                    | 5                    | 2                    |                      |                      |
| 2016-2017 | Bears de Hershey           | LAH   | 53 | 4                | 10               | 14               | 16               | 12               | 0 | 0                    | 0                    | 4                    |                      |                      |
| 2017-2018 | Sound Tigers de Bridgeport | LAH   | 75 | 12               | 22               | 34               | 26               | -                | - | -                    | -                    | -                    |                      |                      |
| 2018-2019 | Sound Tigers de Bridgeport | LAH   | 60 | 6                | 10               | 16               | 39               | 5                | 0 | 0                    | 0                    | 0                    |                      |                      |
| 2019-2020 | Sound Tigers de Bridgeport | LAH   | 49 | 4                | 7                | 11               | 13               | -                | - | -                    | -                    | -                    |                      |                      |
| 2019-2020 | Checkers de Charlotte      | LAH   | 4  | 1                | 0                | 1                | 2                | -                | - | -                    | -                    | -                    |                      |                      |

### En équipe nationale
| Année | Équipe            | Compétition                  |   | PJ | B | A | Pts | Pun                |  | Résultat |
| 2009  | États-Unis U18    | Championnat du monde -18 ans | 7 | 2  | 3 | 5 | 4   | Médaille d'or      |  |          |
| 2010  | États-Unis U18    | Championnat du monde -18 ans | 7 | 1  | 6 | 7 | 12  | Médaille d'or      |  |          |
| 2011  | États-Unis junior | Championnat du monde junior  | 7 | 0  | 3 | 3 | 8   | Médaille de bronze |  |          |
| 2012  | États-Unis junior | Championnat du monde junior  | 6 | 0  | 3 | 3 | 4   | 7e place           |  |          |